# 新竹市文化局圖書館
新竹市文化局圖書館，由新竹市文化局圖書資訊課管理。除新竹市文化局內的總館外，尚設有「香山分館」、「鹽水分館」、「動物園分館」。由新竹市東區公所管理的金山圖書館、北區公所管理的南寮圖書館，新竹市文化局亦將其稱為「金山分館」、「南寮分館」。以上6館組成新竹市公共圖書館系統。新竹市總圖書館興建計畫獲前瞻基礎建設經費，預計共14.7億元，於文化局圖書館原址打造全新的總圖書館與地下停車場，工程預計2026年（民國115年）落成啟用，樓地板面積約2萬平方公尺。

## 歷史
- 1980年，新竹縣政府於新竹市（縣轄市）建立中正紀念堂。
- 1985年11月1日，陳泮煇攜兄弟們於香山區成立私人圖書館「陳楊鏡圖書館」。
- 1986年10月31日，新竹市立文化中心將新竹縣時期設置的中正紀念堂修建成立「新竹市立文化中心圖書館」；原陳楊鏡圖書館捐予文化中心，改為「新竹市立文化中心圖書館香山分館」。
- 1995年4月，香山分館與本館連線。
- 2000年3月1日，改制為「新竹市立圖書館」。
- 2004年7月1日，新竹市立圖書館併入新竹市文化局，改為「新竹市文化局圖書館」。
- 2004年7月，啟用南寮圖書館。
- 2013年4月2日，啟用鹽水分館。
- 2019年12月28日，隨著新竹市立動物園重新開幕，啟用動物園分館[2]
- 2020年3月16日，為了重建工程，總圖停止服務，借還書業務仍可在各分館進行[3]
- 2021年4月17日，原新竹市青少年館改制為圖書館。[4]
- 2021年12月1日，新設龍山分館，地處新竹科學園區旁的龍山社區中。[5]

## 各館館址
| 行政區 | 館舍名稱                    | 所在地址                     | 照片 | 備註                                                                                 |
| ------ | --------------------------- | ---------------------------- | ---- | ------------------------------------------------------------------------------------ |
| 北區   | 文化局圖書館                | 東大路二段15巷1號            |      | （改建中，暫時休館）                                                                 |
| 北區   | 文化局圖書館青少年館        | 府後街58號                   |      |                                                                                      |
| 北區   | 北區南寮圖書館 （南寮分館） | 中光路17號                   |      |                                                                                      |
| 北區   | 西門自修室                  | 西門街146號6樓               |      | 為提供市民自習、電子書的閱覽空間，提供280個座位空間供民眾使用，面積計548.7平方公尺。 |
| 香山區 | 文化局圖書館香山分館        | 牛埔路389號2樓               |      |                                                                                      |
| 香山區 | 文化局圖書館鹽水分館        | 長興街262巷38號              |      |                                                                                      |
| 東區   | 東區金山圖書館（金山分館）  | 光復路一段163巷53弄1之4號2樓 |      |                                                                                      |
| 東區   | 文化局圖書館動物園分館      | 博愛街111號B1                |      |                                                                                      |
| 東區   | 文化局圖書館龍山分館        | 科學園路162巷36號2樓         |      |                                                                                      |

## 外部連結
- 新竹市文化局圖書館 （页面存档备份，存于）